# August Ertheiler
August Ertheiler (* 15. September 1863 in Nürnberg; † 5. Januar 1960 in Nürnberg) war ein deutscher Lebensmittel-Unternehmer (Industrieller), Lebensmittel-Lobbyist, Handelsrichter und Träger des Bundesverdienstkreuzes. Er war Mitgründer und langjähriger Präsident des Dachverbands Bund Deutscher Nahrungsmittel-Fabrikanten und -Händler.

## Leben und Karriere
August Ertheiler wurde 1863 als Sohn des Likörfabrikanten Anton Ertheiler in Nürnberg geboren. Anton Ertheiler hatte im Jahr 1855 gemeinsam mit Eduard Vollrath unter dem Namen E. Vollrath & Co. eine Spirituosen- und Likörfabrik mit daran angeschlossenem Weinhandel gegründet und 1875 den Alleinbesitz des Unternehmens übernommen. Nach dem Besuch des Gymnasiums in Nürnberg trat August Ertheiler 1880 in die Firma des Vaters ein.
1901 regte August Ertheiler gemeinsam mit dem Lebensmittelchemiker Robert Kayser und dem Unternehmer Otto Pfaeffle die Gründung eines Dachverbands für die zu dieser Zeit stark zersplitterte Lebensmittelbranche an, den Bund Deutscher Nahrungsmittel-Fabrikanten und -Händler. Dessen Gründungsversammlung fand am 19. Mai 1901 statt. Die Geschäftsstelle des Verbands lag in Ertheilers Heimatstadt Nürnberg.
Anfang 1914 unternahm Ertheiler eine Studienreise durch Ceylon (heute Sri Lanka) und Indien. Zur Zeit des Ersten Weltkriegs arbeitete Ertheiler als Referent für Feldverpflegung und Volksernährung im Kriegsministerium in Berlin. Anschließend publizierte er 1919 sein Werk Das Sammelwesen in der Kriegswirtschaft. 1922 wandelte Ertheiler sein Unternehmen E. Vollrath & Co. in eine Aktiengesellschaft um und wurde dessen Generaldirektor.
1928 verlieh der Bayerische Staat August Ertheiler den Ehrentitel eines Geheimen Kommerzienrates.
Ertheiler war Vorsitzender und Vorstandsmitglied zahlreicher Verbände, wie dem Bund Deutscher Nahrungsmittel-Fabrikanten und -Händler, dem Verband Deutscher Spiritus- und Spirituosen-Interessenten und dem Verband der Deutschen Obst- und Beerweinkeltereien. Zudem war Ertheiler Beisitzer des Kartellgerichts, Mitglied des Reichsgesundheitsrates sowie Handelsrichter. Von 1904 bis 1934 war er Mitglied im Pegnesischen Blumenorden.
1939 emigrierte der von den Nationalsozialisten als Jude verfolgte Ertheiler in die Schweiz, kam aber später nach Nürnberg zurück. Von 1952 bis zu seinem Tod 1960 lebte August Ertheiler in einer Fabrikanten-Villa in der Virchowstraße 15 (bis 1939 in der Nr. 17) in Nürnberg.
Die Firma Vollrath besteht bis heute, wurde jedoch 1962 von der Brauerei Humbser (später Patrizier) übernommen.